# Карічев Раміз Ісаєвич
Раміз Ісаєвич Карічев (нар. грудень 1913, Батумі, Російська імперія — пом. 1969, Москва, СРСР) — радянський футболіст та тренер. виступав на позиції півзахисника.

## Кар'єра гравця
Розпочинав займатися футболом у своєму рідному місті Батумі. Першою командою Карічева було місцеве «Динамо». Звідти він був запрошений в московське «Торпедо» головним тренером команди С. Бухтєєвим на місце правого крайнього нападника. У складі чорно-білих футболіст стане бронзовим призером чемпіонату СРСР (1945 р.) і володарем кубка СРСР (1949 р.). Майстер спорту СРСР. На початку 1950 року перейшов до клубу «Даугава» (Рига). У 1952 році перейшов до клубу «Калев» (Таллінн), в складі якого й завершив кар'єру гравця.

## Кар'єра тренера
Після завершення кар'єри футболіста Раміз Карічев перейшов на тренерську роботу. Він очолював команди: «Металург» (Запоріжжя), «Червоне Знамя» (Іваново), «Авангард» (Миколаїв), «Авангард» (Сімферополь), «Металург» (Череповець), «Уралмаш» (Свердловськ), «Зеніт» (Іжевськ), «Іртиш» (Омськ), «Локомотив» (Вінниця), «Мешахте» (Ткібулі). У 1963 році закінчив Державний Центральний ордена Леніна інститут фізичної культури. Заслужений тренер РРФСР 1964 року.
У 1969 році Раміз Карічев помер у Москві.

## Досягнення

### Командні
- Вища ліга чемпіонату СРСР
  -  Бронзовий призер (1): 1945

- Кубок СРСР
  -  Володар (1): 1949

### Індивідуальні
- Майстер спорту СРСР